# Epiwubana
Epiwubana is een geslacht van spinnen uit de familie hangmatspinnen (Linyphiidae). 

## Soort
De volgende soort is bij het geslacht ingedeeld:
- Epiwubana jucunda Millidge, 1991